# ロシアのオリガルヒ

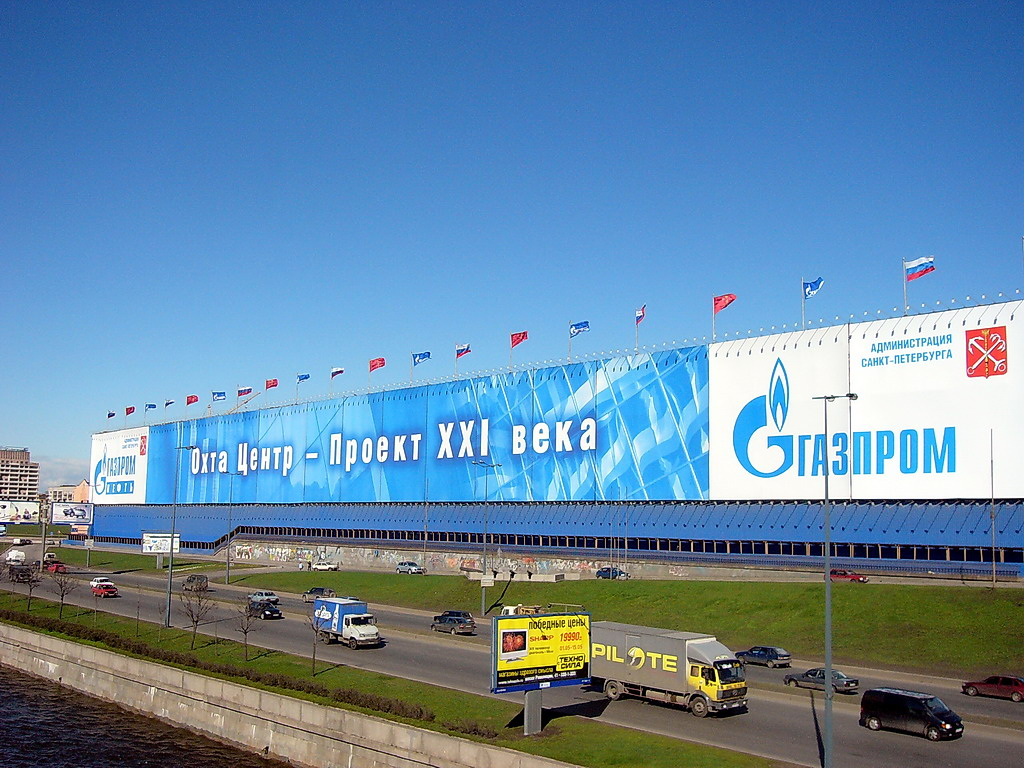
サンクトペテルブルクに建設中のガスプロム社屋（2007年5月）

ロシアのオリガルヒ（ロシア語: российские олигархи、英語: Russian Oligarchs）とは、ソビエト連邦の崩壊に続くロシア経済の民営化を通じて、1990年代に急速に富を蓄積したソビエト連邦構成共和国の新興財閥、オリガルヒである。崩壊過程のソビエト国家は国有資産の所有権をそのままにして、国有財産を取得する手段として、元ソ連当局者（主にロシアとウクライナで）との非公式な取引による競争が可能になって、政治力も兼ね備えた大富裕層（大ブルジョアジー）が生れた。

## 概要

### 起源
ロシアのオリガルヒは、ソ連時代の社会主義的政治・経済体制から、資本主義体制に移行する過程で形成された。ソ連時代には既に企業の集団化が推進されており、1973年にソ連共産党中央委員会及びソ連閣僚会議によって「工業管理の一層の改善に関する若干の措置」により「企業合同」と「部門合同」の設立・制度が決定された。
また、ゴルバチョフ時代に開始された協同組合（コオペラチーフ）及び賃貸借契約（アレンダ）が普及し、経済活動が拡大された。ロシアのオリガルヒには、この二つに源流を求めることができる。

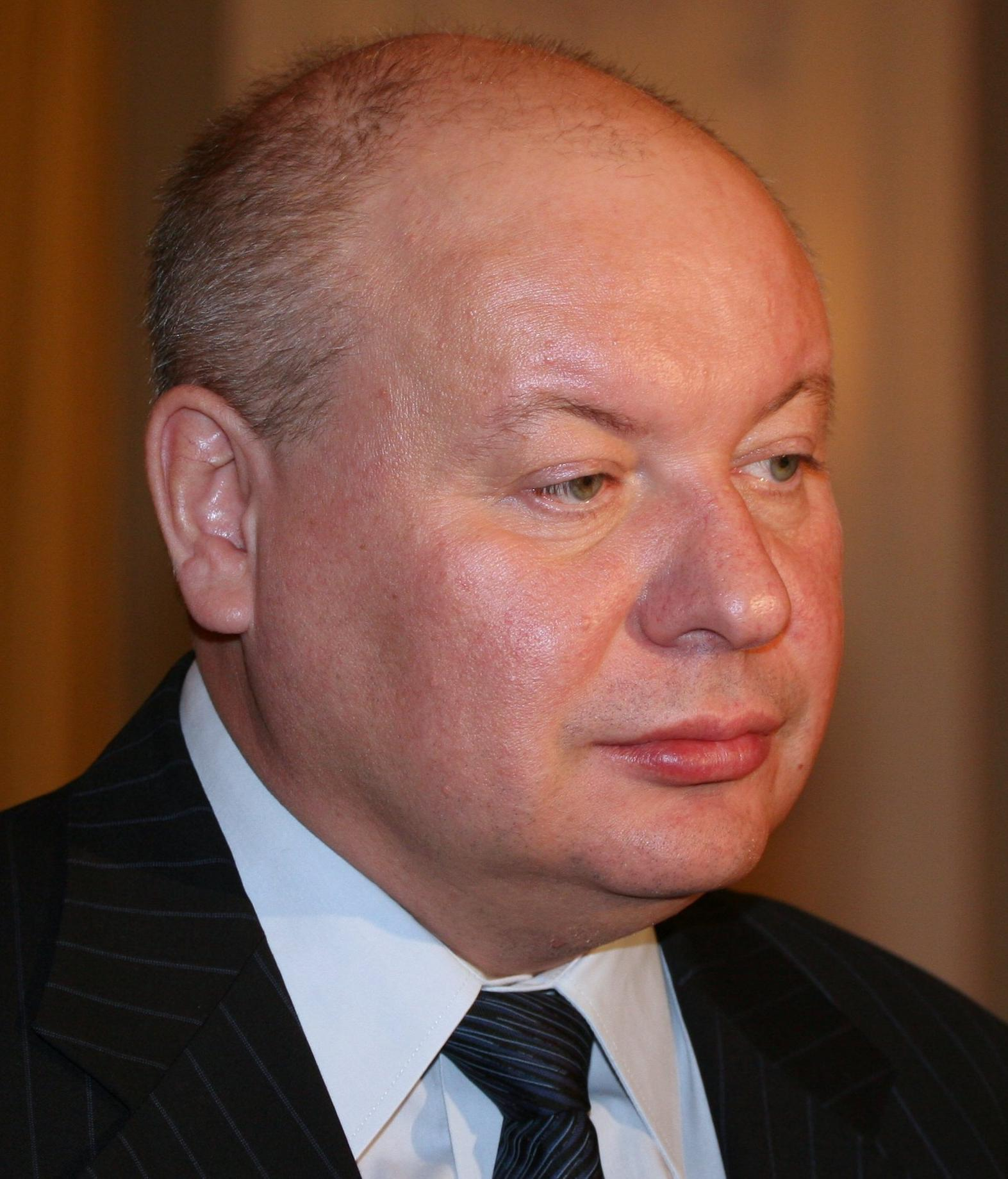
E・ガイダル

前者は、ソ連閣僚会議の各部門別工業省庁が、その管轄下に置いていた企業集団が、再編され成立したものである。特にエリツィン時代初期に急進的経済改革を志向したエゴール・ガイダル、アナトリー・チュバイスらと、彼らにアドバイスをしたジェフリー・サックスらアメリカ人顧問団によって推進されたいわゆる「ショック療法」に伴う民営化によって、多数の国営企業、国家コンツェルンが看板を書き換えたものである。
これらの企業は、企業長、支配人らの旧ノーメンクラトゥーラ層が国営企業とそれらが保有する膨大な国家資産をそのまま受け継ぎ、新興財閥・寡頭資本家に転身した。この典型といえるのが、旧ソ連ガス工業省が中心となって、形成された国家コンツェルン・ガスプロムから民営化により形成されたガスプロム・グループや、旧ソ連時代の三つの石油採掘企業から構成されたルクオイル・グループなどである。
これらの類型には、旧ソ連時代からの豊富な地下資源（石油、天然ガス）に関連した大規模企業や軍産複合体などが入る。統一エネルギーシステム、ソ連冶金工業省が名称を変更したノリリスク・ニッケルもこの類型である。
後者は、ゴルバチョフ時代に協同組合活動の緩和により、従来ソ連で行われていた部門別管理の枠を越えて、経済活動の拡大に成功した企業がオリガルヒ化していったものである。これらに入るものは、ウラジーミル・グシンスキーのモスト・グループやアレクサンドル・スモレンスキーのSBSアグロ・グループ、ミハイル・フリードマンのアルファ・グループなどがあげられる。
このグループは、銀行を中心とする金融資本が中核となっている形態が多い。1988年の協同組合法によって協同組合の形態をとる銀行設立が認められた。また市場経済導入の過程で銀行は、優遇措置を受けることができたので、このような優遇措置を求めて、銀行中心の企業集団が誕生することとなった。
1993年12月の大統領令によって、これらのオリガルヒは、「金融産業グループ」（FPG、フィナンソヴォ・プロムイシュレンナヤ・グルッパ）と認定され、ソ連崩壊後のロシア経済を再建する主体として政府から肯定された。1995年11月には「FPG法」が成立し、オリガルヒの投資に対する金融支援、保証、連邦構成体の協力、関税の免除などの優遇措置が盛り込まれた。

### 政治との癒着
こうして成立したオリガルヒは、連邦レベルから地方レベルに至る政治家及び官僚機構との癒着によってその存在を拡大させていった。また、この過程で政治家や官僚に影響力を行使するためにテレビや新聞を中心とするメディア支配に走った。
しかし、エリツィン政権内の急進改革派によるショック療法は、一方で、年金生活者を中心とする低所得者層の生活不安を形成することとなった。モスクワ騒乱事件における大統領と議会の対立、その後の連邦議会選挙における改革派の後退と極右のロシア自由民主党、次いで極左のロシア連邦共産党の台頭である。特にボリス・ベレゾフスキーやウラジーミル・ポターニンらは、当時の世論調査では共産党のゲンナジー・ジュガーノフ党首の約21％に対してエリツィンは僅か8％の支持率しかなかったために政権奪取が確実視されていた共産党を恐れ、13人の手紙への署名に名を連ねて大統領選延期を共産党に呼びかけたが、交渉は決裂した。しかし、この活動を通じて結束してセミバンキルシチナと呼ばれたベレゾフスキーやポターニンらオリガルヒはメディア操作などエリツィン支持の世論形成に大きな役割を果たし、1996年の大統領選挙において、エリツィンの再選に大きな貢献をした（情報操作の有効性が確認されたことにより、ウラジーミル・プーチン政権において政治権力によるメディア統制は、一層顕著となった）。
大統領選挙後、オリガルヒは影響力を強め、ポターニンは第一副首相、ベレゾフスキーは、安全保障会議副書記やCIS執行書記などの政府高官の位置を占めたほどである。特にベレゾフスキーは、エリツィン選対責任者で、第一副首相、大統領府長官、蔵相となったアナトリー・チュバイスやエリツィンの次女で補佐官となったタチアナ・ディアチェンコと強い結びつきを持ち、「政商」や「政界の黒幕」の名をほしいままにした。彼らエリツィンを中心とした側近集団は、後にセミヤー（Семья：家族の意。俗にエリツィン・ファミリー "Семья" Ельцина）という一大派閥を形成するに至る。
こうした政治とオリガルヒの癒着は、腐敗の温床を形成し、大多数の国民は、オリガルヒに対して批判的な世論を形成していった。また、エネルギーや資源関連の産業は、構造上、産業分野における独占的傾向が強く、競争原理が働きにくい状況から経営の不健全性、不透明性が問題となっていった。
特に、オリガルヒの税金の滞納は政府との間に深刻な亀裂を生じ、事実、エリツィンはガスプロム社長のレム・ヴャヒレフを呼び詰問する様子をテレビで放送させたほどであった。
1998年8月のロシア金融危機によって、多くのオリガルヒ経営に打撃を受けた。破綻した企業グループには、SBSアグロ、インコム銀行、ロシースキー・クレジット銀行の各グループが挙げられる。

### プーチン政権以降
プーチン大統領就任にともない、政権とオリガルヒの蜜月状態に変化が生じることとなった。プーチンは、テレビを始めとするマス・メディアを保有し政治的影響力を行使して政権と対立関係にあるオリガルヒに対しては抑制策を取った。
2000年6月13日、ロシア検察当局は、ウラジーミル・グシンスキーを詐欺などの容疑で逮捕した。これを手始めとして、7月11日には、ガスプロムに対しては、財務関係資料提出を要求。ルクオイルに対しては、脱税容疑で捜査を開始。インターロスに対しては、ノリリスク・ニッケル株取得の際の違法性を指摘するなど、矢継ぎ早に捜査を展開していった。
グシンスキーやボリス・ベレゾフスキーらは、こうして壊滅的打撃を受けることとなった。しかし、一方で政権とオリガルヒは、ボリス・ネムツォフの仲介で円卓会議を開き、席上、プーチンは、エリツィン時代のような財閥の政治介入は容認しないことを告げた。
こうしてオリガルヒの大部分は、本来の業務である実業に専心することとなった。ただし、2003年プーチン政権は、石油会社ユコスのミハイル・ホドルコフスキー社長に対し圧力を強めていった。これは、ホドルコフスキーが、政権批判を強め、共産党など野党に対して資金援助を増強していったことと、政権が望まないユコスを中心とする石油資本の合併を企図したためである。
プーチン大統領を始めとする政権内のシロヴィキは、政治的脅威となるオリガルヒに対しては、これを容赦なく抑圧する方針を掲げる一方で、政権に忠誠を誓った財閥とは関係を深めており、オリガルヒの政治的影響力は、シロヴィキと相互補完的な形で依然として残っていると言えよう。
2007年から始まった世界金融危機で、多くのオリガルヒが没落の危機に瀕した。プーチン政権は、政府の資金でどのオリガルヒを救済するかを選定。選定された財閥は生き残ることが出来る（但し、政府のコントロール下に置かれる）が、選定されなければ没落してゆくという過酷な状況下にオリガルヒは置かれた。
しかし、2010年に入って石油や株式市況の改善、そして何より政府の富豪救済策もあって財閥たちは息を吹き返した。これは専門家の予想を裏切った形となった。ただし、財閥が政府に従順であることが重要なのには変わりはない。
2014年クリミア危機でオリガルヒのアルカディ・ローテンベルクらプーチンに近しい親友や側近が経済制裁を受けた際にはローテンベルク法を通して補償を行い、またしても息を吹き返した。キリル・シャマロフなどプーチンの親族が富豪化するなど政商が実権を取り戻しつつあるともされている。
2018年4月に米国のドナルド・トランプ大統領は「混乱や憎しみの種を撒く勢力」としてプーチンに近しいロシアのオリガルヒなどに対する制裁を発表した。
2022年3月17日、ロシアの支配層（「エリート」）、代理勢力、オリガルヒに対するタスクフォースによってG7やオーストラリアなどが連携して対策を行うことで一致した。

## 主なロシアのオリガルヒ

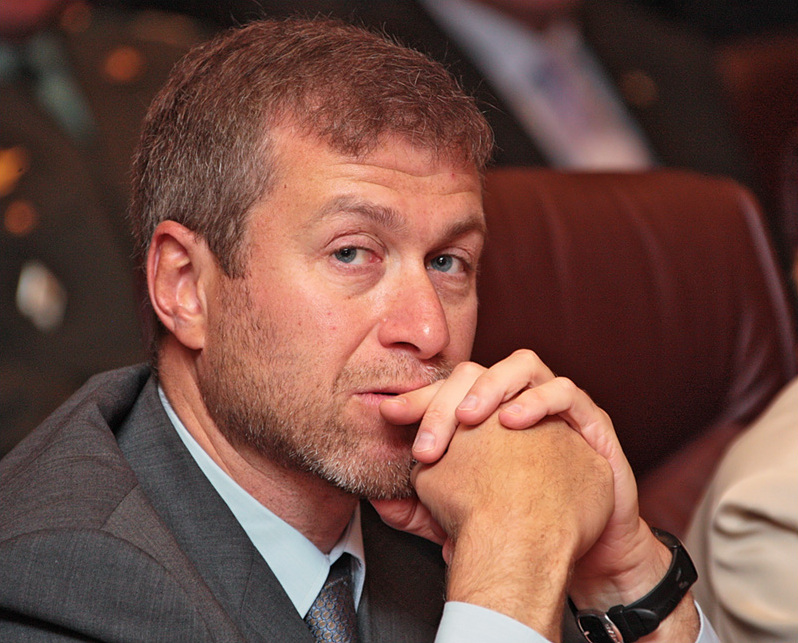
R・アブラモヴィッチ

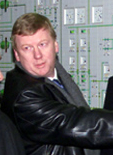
A・チュバイス

### 現在も活動中のもの
- ガスプロムグループ: ヴィクトル・チェルノムイルジン、レム・ヴャヒレフ、アレクセイ・ミレル
- ルクオイルグループ: ヴァギト・アレクペロフ
- シブネフチグループ: ロマン・アブラモヴィッチ
- ロスネフチ: セルゲイ・ボグダンチコフ
- 統一エネルギーシステム: アナトリー・チュバイス
- ロシア・アルミニウム（ルサール）: オレグ・デリパスカ（オレグ・ジェリパスカ）
- アルファ・グループ（アリファ・グループ）: ミハイル・フリードマン、ピョートル・アベン（ピョートル・アーヴェン）
- インターロス・グループ（ノリリスク・ニッケル）: ウラジーミル・ポターニン、ミハイル・プロホロフ
- ノボリペツク製鉄所: ウラジーミル・リシン
- レノヴァ: ヴィクトル・ヴェクセリベルク
- システマ: ウラジーミル・イェフトゥシェンコフ
- セヴェルスターリ: アレクセイ・モルダショフ（英語版）
- ロステック: セルゲイ・チェメゾフ
- メトロポールグループ: ミハイル・スリペンチュク
- ストロイガスモンタージュ：ボリス・ロマノヴィチ・ローテンベルク、アルカディ・ローテンベルク
- ノヴァテク：ゲンナジー・チムチェンコ、レオニード・ミケルソン
- マグニトゴルスク製鉄所：ヴィクトル・ラシュニコフ

### 既に影響力を失ったもの
- インターネット・リサーチ・エージェンシー、コンコルド・マネジメント・アンド・コンサルティング「コンコルド・グループ」子会社「Concord Catering（コンコルド・ケータリング）、LLC Agat（合同会社アガット）、LLC Megaline（合同会社メガライン）」、民間軍事会社ワグネル・グループ: エフゲニー・プリゴジン
- ロゴヴァズ（ロゴバス）グループ: ボリス・ベレゾフスキー
- モストグループ: ウラジーミル・グシンスキー
- SBSアグロ: アレクサンドル・スモレンスキー
- 眼科ミクロヒルルギア研究所: スヴャトスラフ・フョードロフ
- ユコスグループ（ロスプロム）: ミハイル・ホドルコフスキー
- ユーリ・ルシコフ（モスクワ市長）